# Serie A2 1981-1982 (pallacanestro femminile)
Il campionato di Serie A2 di pallacanestro femminile 1981-1982 è stato il secondo organizzato in Italia.
Vengono promosse nella massima serie Avellino e Cesena.

## Girone A
1 Unicar Cesena pt.42 --> Promossa in Serie A1

2 Banco Ambrosiano Milano pt.38

3 Abano Basket pt.36

4 Ibici Busto Arsizio pt.34

5 Pallacanestro Torino pt.30

6 Libertas Bologna pt.28

7 Ledisan Codroipo pt.24

8 Sauber Ferrara pt.24

9 Ginnastica Triestina pt.22

10 Annabella Pavia pt.18

11 Amatori Crema pt.18

12 Pisa pt.16

13 Padova pt.16

14 Alcione Rapallo pt.14

## Girone B
|  | Pos. | Squadra                     | Pt | G  | V  | P  | PtF  | PtS  |
|  | ---- | --------------------------- | -- | -- | -- | -- | ---- | ---- |
|  | 1.   | Avellino                    | 46 | 26 | 23 | 3  | 1898 | 1534 |
|  | 2.   | Stabia                      | 40 | 26 | 20 | 6  | 1657 | 1548 |
|  | 3.   | Barletta                    | 38 | 26 | 19 | 7  | 1858 | 1687 |
|  | 4.   | Napoli                      | 32 | 26 | 16 | 10 | 1801 | 1682 |
|  | 5.   | Galli San Giovanni Valdarno | 32 | 26 | 16 | 10 | 1736 | 1719 |
|  | 6.   | Cras Taranto                | 28 | 26 | 14 | 12 | 1678 | 1685 |
|  | 7.   | Scuderi                     | 28 | 26 | 14 | 12 | 1595 | 1470 |
|  | 8.   | Latte Sole Priolo           | 26 | 26 | 13 | 13 | 1668 | 1645 |
|  | 9.   | Santa Marinella             | 22 | 26 | 11 | 15 | 1412 | 1399 |
|  | 10.  | Virtus                      | 18 | 26 | 9  | 17 | 1827 | 2067 |
|  | 11.  | Cus Cagliari                | 12 | 26 | 6  | 20 | 1597 | 1855 |
|  | 12.  | Frecce Azzurre              | 10 | 26 | 5  | 21 | 1707 | 2113 |
|  | 13.  | Sant'Orsola                 | 6  | 26 | 3  | 23 | 1497 | 1712 |

## Verdetti
- Promosse in Serie A1: Cesena e Avellino.